# Батишница
Батѝшница е село в Северна България. То се намира в община Две могили, област Русе. Отстои на 43 км югозападно от гр. Русе и на 8 км южно от гр. Две могили.

## География
Климатът в района на селото е континентален – студена зима, прохладна пролет, горещо лято и топла есен. Духат умерени северозападни ветрове. Валежите са достатъчни, но неравномерно разпределени по сезони. Льосовата почва е благоприятна за развитието на почти всички селскостопански култури, особено на пшеница, ечемик, слънчоглед, царевица, захарно цвекло, овощни градини и лозя. Растителността има предимно степен характер. В миналото тук са били обширни широколистни гори, превърнати в обработваема земя и пасища. Фауната е разнообразна. Срещат се почти всички видове диви животни. Характерни за тази област са лисиците, сърните, зайците и десетки видове диви птици.

## Произход на името
Произходът на името датира от писмо, по времето на османското владичество, адресирано от свищовския мюфтия до ходжата на селото. То било именувано „Батинджа“. Преведено на български, означава „място, където се затъва“. Наименованието отговаря на действителността по онези времена – след валежи улиците на селото оставали трудно проходими. На Османска карта от 1530 година селото е изобразено с името Батишниче (Batişniçe), което е доказателство за съществуването му тогава.

## История
Надгробни плочи и следи от църква, свидетелстват за гръцкото население на селото преди падането на България под османско владичество. Преди Освобождението тук се заселват десетина черкезки и три татарски семейства, дошли от Русия. Тогава селото се състояло от 70-80 къщи, а околността му представлявала общирни пасища, стари гори и малко ниви. По време на Руско-турската освободителна война голяма част от турското население напуснало имотите си. От това се възползвали българи от Балкана, които започнали да прииждат и да заемат изоставените къщи на турците. След година някои от турците, живели в Батишница, се завръщат и част от пришълците били принудени да се завърнат обратно в Балкана. Известни родове, които се заселват са тези на Узуните, Кинарчовците, Бърдарите, Нейковците, Кожуварите, Станчовите, Недялковите, Гецовските и др. Запомнено в историята е името на балканджията Дончо Тотев, дошъл от Станчов хан, Тревненско. Той построява със свои средства мост, кладенец и две чешми. Платил е за изваждането и докарването на камъните за построяване на църквата „Св. Иван Рилски“ (окончателно завършена през 1894 г.). В знак на благодарност жителите на Батишница го погребват в двора на църквата и му издигат паметник. За построяването на собствени къщи им били дадени дворовете на черкезите и татарите, които с идването на руснаците напуснали селото завинаги.
През 1877 г. руски военни части зимуват в източната околност на селото. Доказателство за това са техните окопи и землянки. Днес местността се нарича „Табите“. Съществува легенда как турският главнокомандващ бил подкупен с тиква, пълна със злато, за да се предаде.
Населението на Батишница нараства, за да достигне 1011 души през 1900 г. 
След Освобождението особено значение за местното население имало производството на цвекло. Посредством Товарната гара се осъществявало извозването на цвеклото до фабриката в Русе (собственост на Белгийска компания). През 1908 г. е основана кредитна кооперация с наименование „Взаимност“. Вършитбата в Батишница до 1919 г. е била вършена с добитък – коне или волове. През 1920 г. се купува и първата за селото вършачка-локомобил. До 1927 г. десет земеделци вече са закупили вършачки със самоходен двигател. През 1925 година се прокарва водопровод и се построява каменна чешма в покрайнините на селото. По-късно, през 1930 г. се създава птицевъдно дружество, а през 1935 г. – пчеларско дружество.
С идването на социализма в България се извършва експроприация и колективизация. На 5 май 1945 г. е основано едно от първите в района кооперативни стопанства – ТКЗС „М. И. Калинин“ като отдел към кредитна кооперация „Взаимност“, в която влизат 58 домакинства с 2800 дка земя. Още през есента се оформят първите кооперативни блокове. С пленума на Окръжния комитет на БКП на 30 юни 1967 г. се поставя началото на териториално преразпределение на промишлените предприятия в окръга. В резултат на това решение през 1977 г. заработва и цех за дунапрен. По-късно в него се произвеждат и каширани тъкани. До 1989 г. в предприятието работят около 180 души.
За период от около 20 – 30 години обликът на Батишница се променя коренно. На мястото на схлупените къщурки се издигат масивни сгради. Тъмните и криви улици придобиват градски вид – прави, асфалтирани, електрифицирани. В центъра са построени Културният дом (1958 г.), новата сграда на училището, новата сграда на читалището (1959 г.), кметството, детската градина, фелдшерският център, търговска сграда, ресторант (1977 г.), сладкарница. Създават се и възможности за младежка дейност – стадион с игрища за футбол, баскетбол и волейбол, ловна хижа. Селото разполага със селскостопанско летище.
Работят 4 хранителни магазина, 1 фурна, 1 хотел, къщи за гости. Обновени са 2 детски площадки.

## Културни и природни забележителности
- Църквата „Св. Иван Рилски“ (1894 г.)
- Борова гора
- Пещерата Орлова чука (на 13 км от селото)
- Язовир Баниска (на 15 км от селото)

## Редовни събития
Всяка година на 7 ноември жителите на селото се събират и посрещат гости на селския събор.

## Транспорт
Има ежедневен автобусен транспорт до градовете Две могили и Русе. На 2 км северозападно от селото се намира жп спирката Батишница с прелез.